# Tincques
Tincques is een gemeente in het Franse departement Pas-de-Calais (regio Hauts-de-France). De plaats maakt deel uit van het arrondissement Arras. Tincques telde op 1 januari 2022 808 inwoners.

## Geografie
De oppervlakte van Tincques bedroeg op 1 januari 2022 10,68 vierkante kilometer; de bevolkingsdichtheid was toen 75,7 inwoners per km².

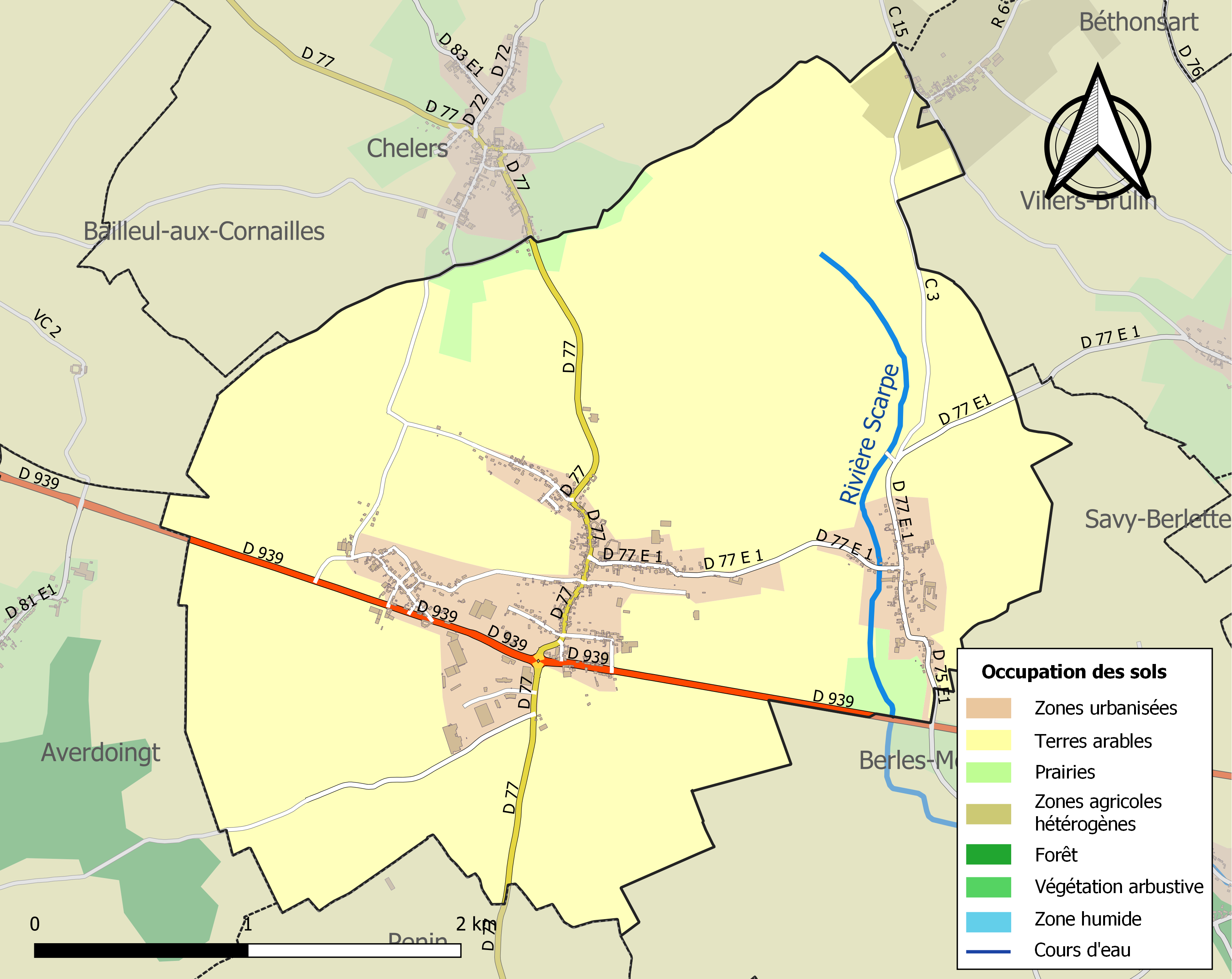
Kaart van de gemeente met belangrijkste infrastructuur, bodemgebruik en omliggende gemeenten

De onderstaande kaart toont de ligging van Tincques met de belangrijkste infrastructuur en aangrenzende gemeenten.

## Verkeer en vervoer
In de gemeente ligt spoorwegstation Tincques.

## Demografie
Onderstaande figuur toont het verloop van het inwonertal (bron: INSEE-tellingen).